# للوو
للوو (به لاتین: Lelów) یک روستا در لهستان است که در گمینا للوو واقع شده‌است. للوو ۲٬۱۲۷ نفر جمعیت دارد.